# (3935) Toatenmongakkai
(3935) Toatenmongakkai est un astéroïde de la ceinture principale.

## Description
(3935) Toatenmongakkai est un astéroïde de la ceinture principale. Il fut découvert le 14 août 1987 à Geisei par Tsutomu Seki. Il présente une orbite caractérisée par un demi-grand axe de 2,54 UA, une excentricité de 0,23 et une inclinaison de 8,7° par rapport à l'écliptique.

## Compléments